# 張以謙 (洛陽)
張以謙（16世紀—17世紀），字本厚，號衷咸，又號益吾，河南河南府洛陽縣人，明朝、南明政治人物。

## 生平
張以謙是萬曆二十二年（1594年）甲午科鄉試第十三名舉人，次年（1595年）聯捷乙未科進士，兵部觀政，本年六月授陝西洋縣知縣，開墾水田八百餘頃，二十八年陞南京刑部山東司主事，三十一年升郎中，三十四年出爲湖廣武昌府知府，捐出俸祿興建長江堤壩十多里以防止水患，三十七年十一月升湖广湖南道副使，三十八年二月调任陕西洮岷副使，督撫和將領在該處奪取虎皮和豹皮，令百姓受苦，他依法處置軍人；四十一年加升按察使，四十四年考察去職。泰昌元年九月調任湖廣荊西右參政，後致仕回鄉。
隆武元年（1645年）十二月，張以謙獲起用為鳳陽府知府，和邵起、朱寵派遣趙貴到福京謁見隆武帝，受命以豫、楚各寨義師聯合職方主事唐倜收復國土，後事不詳。身後入祀鄉賢祠，其墓在河南府城北窰東。繼妻程氏因守節得旌表。

## 家族
曾祖张铭。祖张通宝。父张得。母李氏。永感下。兄以善（庠生）、以慶、以和。

## 引用
1. ↑  《萬曆二十三年乙未科進士履歷》：張以謙，益吾，易一房，己巳十一月十八日生。洛阳县人，甲午七十名，会试二百八十七名，三甲六十三名。兵部政，授陕西洋县知县，庚子升南刑部主事，癸卯升郎中，丙午升武昌知府，己酉升湖廣副使，庚戌調陕西副使，癸丑加升按察使，丙辰考察，庚申補湖廣參政。
2. 1 2  錢海岳《南明史·卷四十七·列傳第二十三》：以謙，字本厚，雒陽人。萬曆二十三年進士。授洋縣知縣，開水田八百餘頃。歷戶部主事、武昌知府，捐奉築江隄十餘里，永絕水患。
3. ↑  乾隆《河南府志·卷三十二·選舉志三》：萬歷【曆】甲午科（舉人）……張以謙 洛陽人，見進士
4. ↑  《萬曆乙未科進士同年序齿録》：张以謙，字本厚，號衷咸，行四，己巳十一月十八日生。治易经，河南河南府洛阳县人。
5. ↑  《明神宗显皇帝实录卷之四百六十四》：万历三十七年十一月，升浙江参政李长庚为山西按察使，户部郎中余自强为狭西汉羌道参议，武昌知府张以谦为湖广湖南道副使，礼部主事顾自植为江西湖西道副使，户部郎中崔师训为山东驿传道副使。
6. ↑  《大明光宗貞皇帝實錄·卷八》：（泰昌元年九月十一日）以原任陝西按察使張以謙降補湖廣布政使司右參政。
7. 1 2  錢海岳《南明史·卷四十七·列傳第二十三》：隆武元年，（邵起）與張以謙、朱寵遣趙貴間謁福京，紹宗以豫、楚各寨師起，命職方主事唐倜聯合義師，殺偽復疆。……轉洮岷副使，督撫將領取虎豹皮，百姓苦之，置軍役於法。調荊西參議【政】致仕，遣官入朝，上褒答之。後事不詳。
8. ↑  《思文大紀·卷三》：（隆武元年十二月，隆武）帝手敕鳳陽知府張以謙……
9. ↑  乾隆《河南府志·卷二十八·祠祀志》：……鄉賢祠 ……陳情秦道顯、張以謙……
10. ↑  乾隆《河南府志·卷七十四·古跡志二十》：張以謙墓在府城北窰東 以謙參政，顧秉謙誌墓
11. ↑  乾隆《河南府志·卷五十一·人物志五》：參政張以謙繼室程氏 守節終老蒙旌